# Голованов, Леонид Фёдорович
Леонид Фёдорович Голова́нов (1904—1980) — советский график. Заслуженный деятель искусств РСФСР (1954). Лауреат Сталинской премии второй степени (1946).

## Биография
Леонид Фёдорович Голованов родился в 1904 году в Самаре. В 1917 году учился в Москве в Студии М. И. Степанова.
Работал чертёжником в Самаре и в Самарканде.
В 1922 году поступил на Археолого-этнографические курсы при Самарском университете. В 1923—1928 годах учился в Москве в студии Д. Н. Кардовского. Работал иллюстратором («Вратарь Республики» Л. Кассиля, 1939; «Гвардии рядовой» Л. Пантелеева, 1944; «Зоя» М. И. Алигер, 1945 и др.). Член СХ СССР (1932).
В 1936—1938 годах преподавал в МАРХИ, в 1938—1941 годах — в МГХИ имени В. И. Сурикова. В годы Великой Отечественной войны занимался выпуском плакатов. В 1943—1957 годах работал в Студии военных художников имени М. Б. Грекова, почётный грековец. Автор станковых графических серий: «Возвращение к родным местам. Псков» (1944), «В суровом походе» (1944), «Возвращение победителей» (1945).
Работал в жанре малых форм графики — его политические открытки пользовались большой популярностью в годы войны («Танкист и девушка», «Папа, с Новым годом!», «Жди меня, и я вернусь!» и многие другие). Создал портреты 36 героев гражданской войны.
Умер в 1980 году. Похоронен в Москве на Новодевичьем кладбище (участок № 2, ряд № 8).

## Плакаты
- «Всё для фронта! Всё для Победы!» (1942)
- «За честь жены, за жизнь детей…» (1942)[7]
- «Мсти немецким псам!»(1943)[8]
- «Доблестные воины, крепче бейте врага!..» (1943)[7]
- «Любовь моя с тобой, мой храбрый воин!» (1943)[9]
- «Мой папа герой, а ты?» (1943)[7]
- «Спасём советских ребят от немцев!» (1943)[7]
- «Дойдём до Берлина!» (1944)[7]
- «Чтоб путь к победе был короче, снарядов больше шли, рабочий!» (1944)[10]
- «Слава Красной Армии — освободительнице!» (1945)[11]
- «Красной Армии — слава! Дошли!» (1946)[7][12]
- «Депутат — слуга народа» (1947)
- «Женщины в колхозах — большая сила!» (1947)
- «Молодёжь — на стадионы!» (1947)[13]
- «Песня о жёлуде» (1949)[14]
- «Подвиг часового Чернышёва П. Г.» (1952)
- «Обуздать агрессора!» (1952)[15]
- «Мир народам!» (1952), в соавторстве с Г. Клодт[16]
- «Физкультурники! Боритесь за новые достижения в спорте!» (1955)[17]
- «Покорителям Вселенной — слава!» (1959)
- «Народ и армия — едины!» (1961)
- «Народам земли — война не нужна. Да здравствует мир, да сгинет война!» (1962)[18]

## Кинохроника
- Фильм студии Центрнаучфильм «Художники-воины» (1948). Часть: 1, эпизод: «Старший лейтенант Л. Ф. Голованов рисует плакат»[19].

## Награды и премии
- Сталинская премия второй степени (1946) — за серию военных плакатов (1942—1945).
- заслуженный деятель искусств РСФСР (1954)
- медали: «За победу над Германией в Великой Отечественной войне 1941—1945 гг.», «За боевые заслуги».